# IJsland op het Eurovisiesongfestival 2024
IJsland nam deel aan het Eurovisiesongfestival 2024 in Malmö, Zweden. Het was de 36ste deelname van het land op het Eurovisiesongfestival. RUV was verantwoordelijk voor de IJslandse bijdrage voor de editie van 2024.

## Selectieprocedure
Traditiegetrouw koos IJsland via de nationale selectie Söngvakeppnin de inzending voor het Eurovisiesongfestival 2024. Zoals gebruikelijk werden er tien nummers geselecteerd. De open inschrijving om inzendingen bij de omroep aan te leveren liep tot en met 10 oktober 2023. De tien acts werden verdeeld over twee halve finales op 17 en 24 februari. Uit beide halve finales worden er twee nummers naar de finale gestuurd, met één wildcard kandidaat. Tijdens de halve finales moesten alle liedjes in het IJslands worden uitgevoerd. In de finale was het aan elke artiest of ze het lied in het IJslands of in het Engels ten gehore wilde brengen.
Per halve finale plaatsten zich twee kandidaten en de artiest Sigga Ózk kreeg de wildcard. De finale werd uiteindelijk gewonnen door zangeres Hera Björk met haar nummer Scared of Heights. Ze won de finale van Söngvakeppnin 2024 door in de superfinale topfavoriet Bashar Murad te verslaan.

## Uitslagen

#### Eerste halve finale
17 februari 2024
| Volgorde | Artiest    | Lied       |
| -------- | ---------- | ---------- |
| 1        | CeaseTone  | Ro         |
| 2        | Blankiflúr | Sjá þig    |
| 3        | Anita      | Stingum af |
| 4        | Sunny      | Fiðrildi   |
| 5        | Væb        | Bíómynd    |

#### Tweede halve finale
24 februari 2024
| Volgorde | Artiest      | Lied               |
| -------- | ------------ | ------------------ |
| 1        | Hera Björk   | Við förum hærra    |
| 2        | Heiðrún Anna | Þjakaður af ást    |
| 3        | Bashar Murad | Vestrið villt      |
| 4        | Sigga Ózk    | Um allan alheiminn |
| 5        | Maiaa        | Fljúga burt        |

#### Finale
2 maart 2024
| Volgorde | Artiest      | Lied                |
| -------- | ------------ | ------------------- |
| 1        | Væb          | Bíómynd             |
| 2        | Hera Björk   | Scared of Heights   |
| 3        | Anita        | Downfall            |
| 4        | Bashar Murad | Wild West           |
| 5        | Sigga Ózk    | Into the Atmosphere |

#### Super-finale
2 maart 2024
| Volgorde | Artiest      | Lied              |
| -------- | ------------ | ----------------- |
| 1        | Bashar Murad | Wild West         |
| 2        | Hera Björk   | Scared of Heights |

## In Malmö
IJsland trad aan in de eerste halve finale op 7 mei 2024. IJsland trad aan na Kroatië en voor Slovenië. Hera Björk wist geen finale te behalen, in tegenstelling tot haar eerdere deelname in 2010. Na afloop van de finale bleek dat de zangeres laatste geëindigd was met slechts 3 punten. 